# 田口佳宏
田口 佳宏（たぐち よしひろ、本名同じ、1981年 - ）は、日本の漫画家、脚本家。岐阜県出身。

## 人物
大学を卒業後、島本和彦の『燃えよペン』に触発されて本格的に漫画を描き始める。
2009年 第55回ちばてつや賞大賞を受賞。その後モーニング・ツーにて『第3教室』を2011年まで連載。

## 主な作品リスト

### 漫画
- 第3教室（モーニング・ツー、講談社）

### ドラマ脚本
- 孤独のグルメ Season1（テレビ東京　2012年1月期）
- 孤独のグルメ Season2（テレビ東京　2012年10月期）
- めしばな刑事タチバナ（テレビ東京　2013年4月期）
- 孤独のグルメ Season3（テレビ東京　2013年7月期）
- 文豪の食彩（BSテレ東、テレビ東京　2014年3月）
- 孤独のグルメ Season4（テレビ東京　2014年7月期）
- 本棚食堂 第1シリーズ（NHK BSプレミアム　2014年8月）
- 食の軍師（TOKYO MX　2015年4月期）
- 本棚食堂 第2シリーズ（NHK BSプレミアム　2015年7月〜10月）
- 孤独のグルメ Season5（テレビ東京　2015年10月期）
- 孤独のグルメ お正月スペシャル（テレビ東京　2016年1月）
- 昼のセント酒（テレビ東京　2016年4月期）
- 孤独のグルメ 真夏の東北・宮城出張編（テレビ東京　2016年8月）
- 孤独のグルメ お正月スペシャル〜井之頭五郎の長い一日〜（テレビ東京　2017年1月）
- 孤独のグルメ Season6（テレビ東京　2017年4月期）
- 孤独のグルメ Season7（テレビ東京　2018年4月期 ドラマ24）
- 日本ボロ宿紀行（テレビ東京　2019年1月期）
- 背徳の夜食（東海テレビ　2019年7月・9月）
- 孤独のグルメ Season8（テレビ東京　2019年10月期 ドラマ24）
- 純喫茶に恋をして Season1（フジテレビTWO　2020年2月・3月）
- 歩くひと（NHK　2020年度）
- 純喫茶に恋をして Season2（フジテレビTWO　2020年10月期）
- 純喫茶に恋をして Season3（フジテレビTWO　2021年前期）
- ひねくれ女のボッチ飯（テレビ東京　2021年7月・8月）
- 孤独のグルメ Season9（テレビ東京　2021年7月期 ドラマ24）
- 純喫茶に恋をして Season4（名古屋編）（フジテレビTWO　2022年4月期）
- 帰らないおじさん（BS-TBS　2022年10月期 木曜ドラマ23）
- 孤独のグルメ Season10（テレビ東京　2022年10月期 ドラマ24）
- 君が、おにぎり好きだから。（中京テレビ　2023年3月）
- たそがれ優作（BSテレ東　2023年10月・11月 土曜ドラマ9）
- 純喫茶に恋をして Season5（フジテレビTWO　2024年3月・4月）
- それぞれの孤独のグルメ（テレビ東京　2024年10月期 ドラマ24）
- すぱいす。（BS-TBS　2025年4月期 木曜ドラマ23）

### 映画
- 劇映画 孤独のグルメ（東宝　2025年1月公開）※松重豊との共同脚本